# フリギダリウム

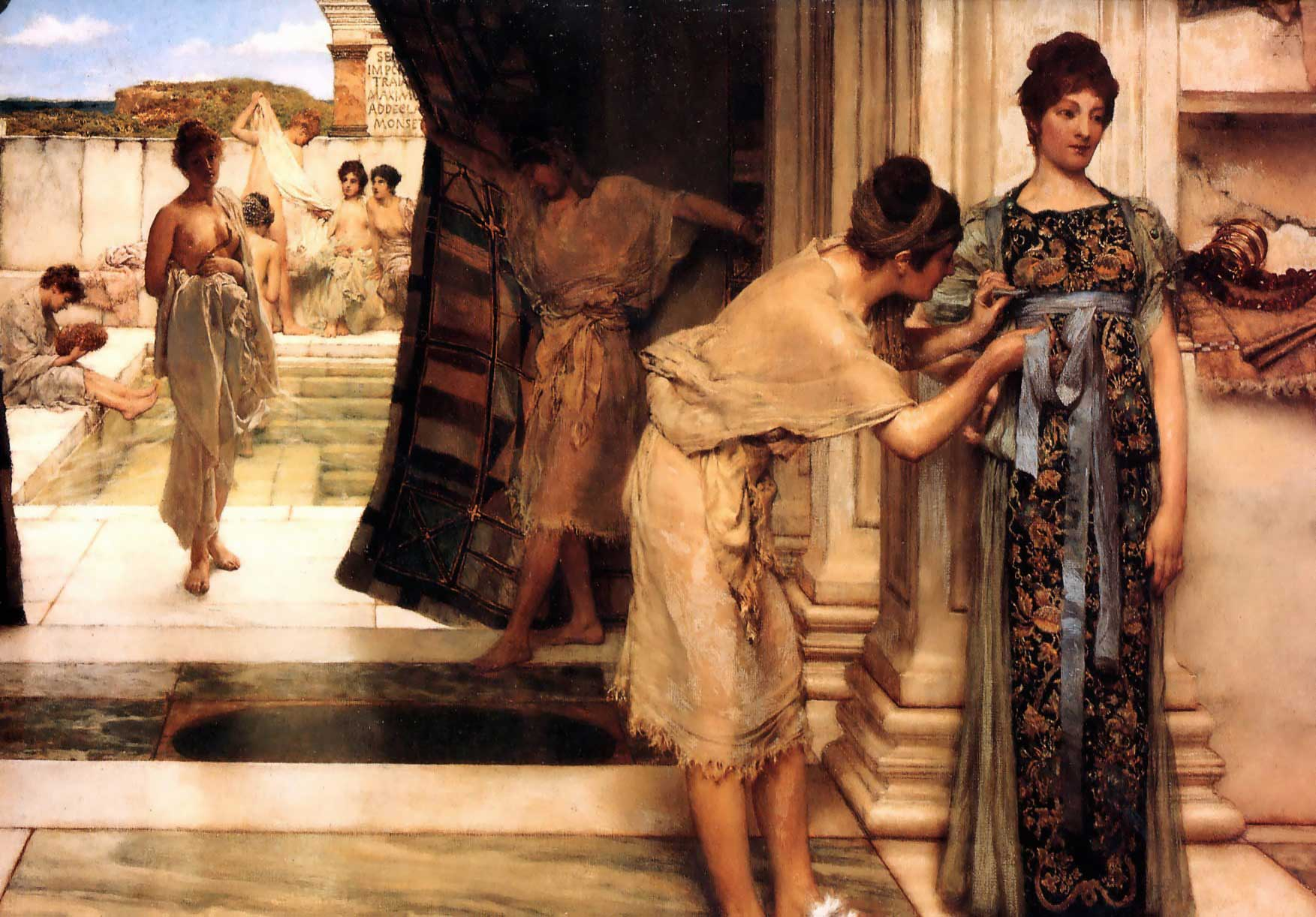
The Frigidarium (1890) ローレンス・アルマ＝タデマ画

フリギダリウム（ラテン語: frigidarium）は、古代ローマの公衆浴場で熱い風呂を楽しんだ後に入る大きな冷水のプールがある部屋である。カルダリウムとテピダリウムは皮膚の毛穴を広げる。その後、冷たい水に入ることで汗腺を閉じる。プールは小さい場合もあるが、水泳もできる大きなプールの場合もある。
差し渡しが5m以上の八角形のフリギダリウムの遺構が2006年、ケントのFaversham近郊の農場で発掘された。冷水を供給する大きなレンガ製の導管があった。壁は塗装された漆喰で装飾され、床からはモザイク用の着色したタイルの小片が見つかっている。このような遺跡としてはイングランド南東部では初の発見である。八角形のフリギダリウムは、キリスト教徒の洗礼やユダヤ教の沐浴に使われた可能性もあると示唆されている (Pitts, 2006)。